# François-Joseph Bélanger
François-Joseph Bélanger (Parigi, 12 aprile 1744 – Parigi, 1º maggio 1818) è stato un architetto francese.

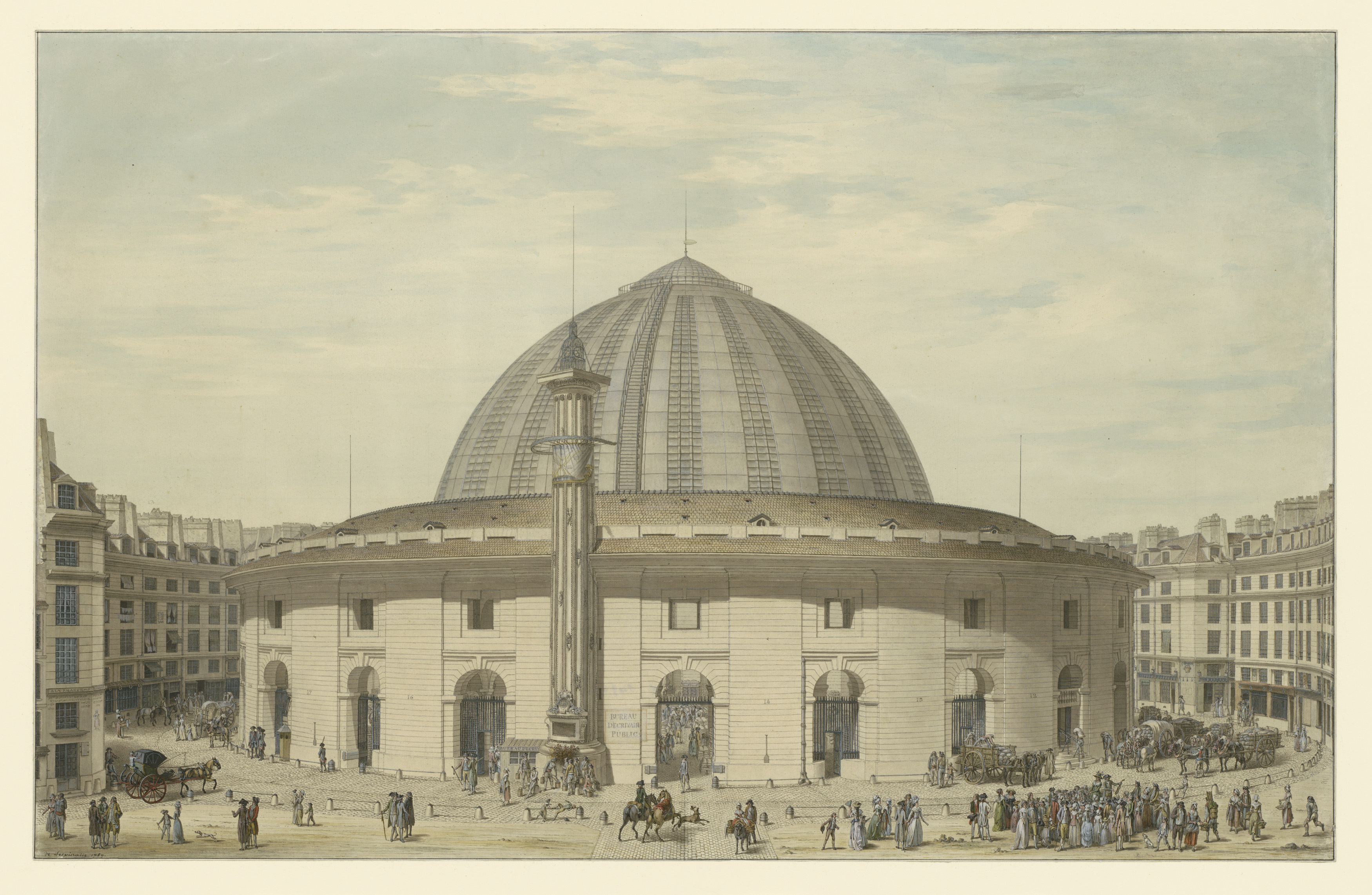
Halle aux Blés, Parigi

Fu il più importante architetto di giardini paesistici della Francia dell'epoca.
Studiò all'Académie royale d'architecture e tra il 1765 ed il 1766 visitò l'Inghilterra.
Nel 1777, in poco più di due mesi, realizzò lo Château de Bagatelle nel Bois de Boulogne, a Parigi, una delle sue opere migliori. In stile neoclassico, con decorazioni in stile etrusco, tra il 1778 ed il 1780 fu circondato da un notevole giardino all'inglese.
Un altro giardino fu progettato verso il 1784 per un altro dei suoi padiglioni, le Folie Saint James di Neuilly-sur-Seine. A Méréville, nel 1786, realizzò l'ultimo dei suoi grandi parchi.
Lavorò in alcuni hôtel parigini e nel 1806 innalzò la cupola in ghisa per la Halle aux Blés, in sostituzione di una precedente cupola in legno costruita alcuni decenni prima.